# Cayo Lara
Cayo Lara Moya (Argamasilla de Alba, 29 de enero de 1952) es un político español, miembro del Partido Comunista de España (PCE). Fue coordinador federal de Izquierda Unida (IU), desde que sucedió a Gaspar Llamazares en diciembre de 2008 hasta que dejó el cargo en 2016.

## Biografía
Agricultor de profesión, fue uno de los impulsores del sindicato COAG. Fue alcalde de Argamasilla de Alba entre 1987 y 1999. Entre el año 2000 y 2008 fue coordinador general de IU de Castilla-La Mancha. Como tal, fue en una ocasión (2007) candidato a la presidencia de la Junta de Comunidades de Castilla-La Mancha, sin obtener escaño. Destacó en la región por su lucha en defensa de una ley electoral más democrática y contra la especulación urbanística del PSOE en Castilla-La Mancha, en respaldo del alcalde de Seseña, Manuel Fuentes, frente al constructor Francisco Hernando, conocido como Paco El Pocero.

### Coordinador federal de IU
En la IX Asamblea Federal de IU (noviembre de 2008) fue candidato a coordinador general, respaldado por el PCE y otros sectores, obteniendo un 43% de los votos de los delegados y siendo elegido miembro del Consejo Político Federal. En la reunión de ese órgano celebrada el 14 de diciembre de 2008, fue elegido como el sucesor de Gaspar Llamazares al frente de la organización, con un 55% de los votos.
Bajo su coordinación, Cayo Lara consiguió detener el declive de IU, como ocurrió en las elecciones al Parlamento Europeo de 2009 (588.248 votos, 2 eurodiputados). Posteriormente, logró aumentar el número de votos de la federación en las elecciones municipales de 2011 (1.424.119 votos, 6,31%), superando el porcentaje de apoyo logrado en las elecciones de 2003 y 2007 (1.217.030 votos, 5,54%), y casi igualando el obtenido en las de 1999, en las postrimerías de la etapa de Julio Anguita como líder de la formación. Aun así, estas cifras también se contextualizan en el descenso del PSOE en todas estas elecciones tras el desgaste de ocupar el gobierno de la nación,
A finales de junio de 2011, IU lanzó un proceso de convergencia programática con otras fuerzas políticas y sociales "para lograr un frente amplio de izquierda anticapitalista" que concurriese a las elecciones generales del 20 de noviembre de 2011.

### Elecciones generales de 2011
El 10 de septiembre de 2011 el Consejo Político de IU confirmó la candidatura de Cayo Lara para la Presidencia del Gobierno con un respaldo del 82,8% para las elecciones generales de 2011.
En las elecciones generales del 20 de noviembre de 2011, IU obtuvo un resultado que fue muy bien recibido por la federación, con un 6,92% de los sufragios emitidos y 11 diputados electos, prácticamente doblando los votos obtenidos en las elecciones de 2008, y casi sextuplicando el número de actas conseguidas (pasó de 2 a 11 diputados en Cortes), debido a la no-proporcionalidad de la Ley electoral española.
El propio Lara comentaría que en estas elecciones, "el bipartidismo ha perdido 4,5 millones de votos".

### Diputado y presidente-portavoz de La Izquierda Plural
El 29 de noviembre, día en que acudieron al Congreso para acreditarse como miembros del Parlamento resultante tras las elecciones generales del mismo mes, Cayo Lara y su compañero de filas Alberto Garzón (elegido diputado por Málaga) se convirtieron en los primeros diputados en renunciar al sistema de pensiones privado que se les concede a cada uno de los miembros del Congreso.
Durante las sucesivas medidas y recortes presentados por el Gobierno de Mariano Rajoy, Cayo Lara presentó alternativas. En noviembre de 2014 anunció que no se presentaría a las siguientes primarias de su partido.